# Asplenium borealichinense
Asplenium borealichinense là một loài thực vật có mạch trong họ Aspleniaceae. Loài này được Ching & S.H. Wu miêu tả khoa học đầu tiên năm 1985.